# David Millar
David Millar (Mtarfa, Malta, 4 de enero de 1977) es un exciclista británico. En su palmarés destacan las diez etapas ganadas en las Grandes Vueltas: cuatro, una y cinco etapas en el Tour, el Giro y la Vuelta, respectivamente.

## Biografía
Oriundo de Escocia, hizo su debut como profesional en el año 1997 con el equipo Cofidis.
El año 2005 estuvo sin equipo porque estuvo cumpliendo una sanción de dos años por dopaje, que terminó a finales del mes de junio de 2006. Como consecuencia de ello le quitaron algunas victorias, la más importante de todas, la medalla de oro del Campeonato del Mundo en Contrarreloj del año 2003. Su historia es tema central de un episodio de la serie documental Informe Robinson, de Canal Plus.
En 2010 destacó en los Juegos de la Commonwealth (prueba no oficial pero con prestigio en la Mancomunidad Británica de Naciones), haciéndose con el oro en la prueba contrarreloj y con el bronce en la prueba en ruta. Además fue segundo en el Campeonato del Mundo Contrarreloj pocos días antes.
El 11 de octubre de 2014 anunció su retirada del ciclismo tras diecisiete temporadas como profesional y con 37 años de edad.

## Palmarés
| 1996 - Tour de Corrèze, más 2 etapas 1997 - 1 etapa del Tour del Porvenir 1998 - 1 etapa de los Tres días de La Panne - 2 etapas del Tour del Porvenir - 2.º en el Campeonato del Reino Unido Contrarreloj 1999 - Manx International - 2.º en el Campeonato del Reino Unido Contrarreloj 2000 - 1 etapa de la Ruta del Sur - 1 etapa del Tour de Francia - 3.º en el Campeonato del Reino Unido en Ruta 2001 - Circuito de la Sarthe, más 2 etapas - 1 etapa de la Euskal Bizikleta - Vuelta a Dinamarca, más 1 etapa - 2 etapas de la Vuelta a España - 2.º en el Campeonato Mundial Contrarreloj 2002 - 1 etapa del Tour de Francia 2003 - 1 etapa de los Tres Días de Flandes Occidental - Tour de Picardie - 1 etapa del Tour de Francia - 1 etapa de la Vuelta a Burgos - 1 etapa de la Vuelta a España | 2006 - 1 etapa de la Vuelta a España 2007 - 1 etapa de la París-Niza - Campeonato del Reino Unido en Ruta - Campeonato del Reino Unido Contrarreloj 2009 - 1 etapa de la Vuelta a España 2010 - 1 etapa del Critérium Internacional - Tres días de La Panne, más 1 etapa - 2.º en Campeonato Mundial Contrarreloj - Chrono des Nations-Les Herbiers-Vendée 2011 - 1 etapa del Giro de Italia 2012 - 1 etapa del Tour de Francia 2013 - 3.º en el Campeonato del Reino Unido en Ruta |

## Resultados en grandes vueltas y campeonatos del mundo
| Carrera              | Carrera              | 1997 | 1998 | 1999 | 2000 | 2001 | 2002 | 2003  | 2004 | 2005 | 2006 | 2007 | 2008 | 2009 | 2010  | 2011  | 2012  | 2013  | 2014  |
| -------------------- | -------------------- | ---- | ---- | ---- | ---- | ---- | ---- | ----- | ---- | ---- | ---- | ---- | ---- | ---- | ----- | ----- | ----- | ----- | ----- |
|                      | Giro de Italia       | —    | —    | —    | —    | —    | —    | —     | —    | —    | —    | —    | 94.º | Ab.  | Ab.   | 100.º | —     | Ab.   | —     |
|                      | Tour de Francia      | —    | —    | —    | 62.º | Ab.  | 68.º | 55.º  | —    | —    | 58.º | 69.º | 66.º | 85.º | 158.º | 76.º  | 106.º | 113.º | —     |
|                      | Vuelta a España      | —    | —    | —    | —    | 41.º | Ab.  | 102.º | —    | —    | 64.º | —    | —    | 80.º | 109.º | —     | —     | —     | 144.º |
| Mundial en Ruta      | Mundial en Ruta      | Ab.  | —    | —    | —    | Ab.  | Ab.  | 86.º  | —    | —    | 35.º | 54.º | Ab.  | Ab.  | Ab.   | 114.º | —     | —     | Ab.   |
| Mundial Contrarreloj | Mundial Contrarreloj | 20.º | —    | —    | —    | 2.º  | 6.º  | Des.  | —    | —    | 15.º | 18.º | 9.º  | —    | 2.º   | 7.º   | —     | —     | —     |

—: no participa
Ab.: abandono
Des.: descalificado

## Equipos
- Cofidis (1997-2004)
  - Cofidis (1997-2003)

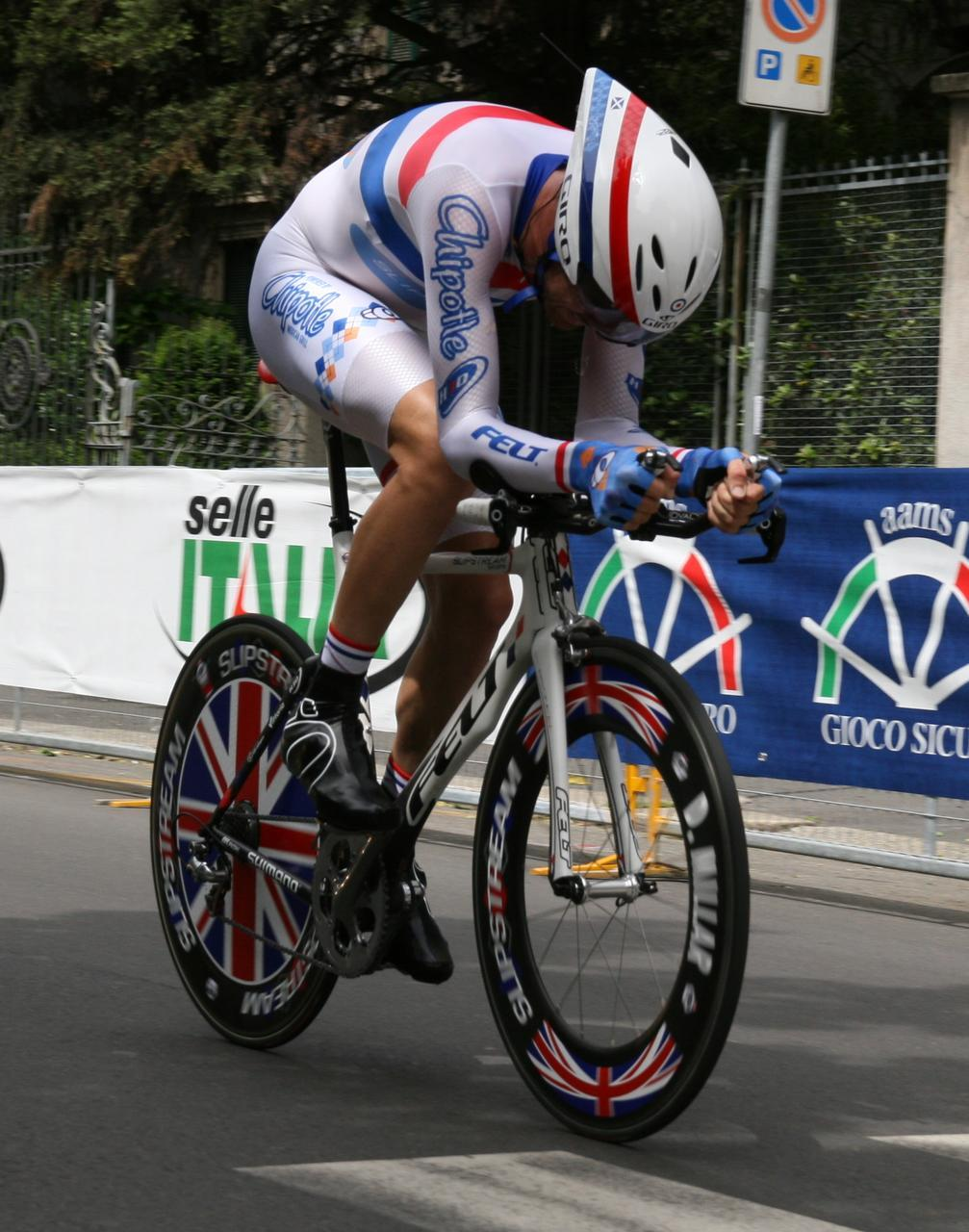
David Millar en el Giro de Italia 2008.

  - Cofidis, le Crédit par Téléphone (2004)[4]
- Saunier Duval-Prodir (2006-2007)
- Garmin (2008-2014)
  - Garmin-Chipotle presented by H3O (2008)
  - Garmin-Slipstream (2009)
  - Garmin-Transitions (2010)
  - Garmin-Cervélo (2011)
  - Garmin-Barracuda (2012) (hasta antes del Tour de Francia)
  - Garmin-Sharp (2012-2014)